# Imperium (lucha libre)
Imperium fue un stable europeo de lucha libre profesional compuesto por Gunther de Austria, Ludwig Kaiser de Alemania, y Giovanni Vinci de Italia. Compitió para la empresa WWE, donde se presentaron en la marca Raw.

## Historia

### Westside Xtreme Wrestling (2016-2019)
Walter y su compañero de Ringkampf Timothy Thatcher derrotaron a Massive Product (David Starr y Jurn Simmons) para ganar los wXw World Tag Team Championship en la final del wXw World Tag Team League el 8 de octubre de 2017. El 11 de marzo Walter y Thatcher perdieron los títulos contra Da Mack y John Klinger.
Es entrenador en la academia de wXw Wrestling.

### Progress Wrestling (2017-2019)
En el Chapter 47, Ringkampf (Walter, Axel Dieter Jr. Y Timothy Thatcher) desafiaron a British Strong Style (Pete Dunne, Trent Seven y Tyler Bate) por todos sus campeonatos, en una lucha de seis hombres por equipos, sin éxito al tratar de conseguirlos. Derrotó a Matt Riddle para ganar el Progress Atlas Championship en el Chapter 51: Screaming for Progress en el O2 Academy Birmingham. Perdió el título contra Riddle poco después de un mes en el show de Progress en la Ciudad de Nueva York, pero lo recapturo en el Chapter 55: Chase The Sun en el Alexandra Palace en una lucha de triple amenaza en la que también participaban Matt Riddle y Timothy Thatcher. En el Chapter 74: Mid Week Matters Walter enfrentó a Travis Banks en una lucha en la cual el campeonato mundial estaba en juego, al final de la noche Walter se alzó como el nuevo campeón mundial de Progress Wrestling.

### Pro Wrestling Guerrilla (2017-2018)
Walter entró en el Battle of los Angeles 2017, fue eliminado por Keith Lee en la primera ronda.
Walter fue derrotado por Ricochet el primer día de PWG All Star Weekend en 2017. El segundo día derrotó a Zack Sabre Jr. en una lucha que fue galardonada con una prestigiosa calificación de cinco estrellas por Dave Meltzer en el boletín de Wrestling Observer.
El 21 de abril en la segunda noche del evento All Star Weekend 14, Walter derrotó a Keith Lee y Jonah Rock para ganar el PWG World Championship en una lucha fatal de 3 esquinas.

### Defiant Wrestling (2018-2019)
Fue anunciado que Walter sería añadido a la lucha por el Defiant Internet Championship junto con David Starr y Travis Banks en Lights Out. Aun así Banks no pudo competir debido a una lesión en el pie. En cambio Walter más tarde derrotaría a Starr para convertirse en el retador #1 por el título de Banks.

### WWE

#### NXT UK y NXT (2019-2022)
En el episodio del 22 de mayo de 2019 de NXT UK, Walter ganó una revancha por el Campeonato del Reino Unido de la WWE contra Pete Dunne, luego de la interferencia de la European Union (Fabian Aichner & Marcel Barthel), estableciéndose así como heel y reuniendo Ringkampf bajo el nuevo nombre de Imperium. Más tarde, Alexander Wolfe se uniría a la facción, después de que interfiriera en un enfrentamiento entre Imperium y British Strong Style (el equipo de Dunne, Tyler Bate y Trent Seven). En el episodio del 26 de junio de NXT UK, Walter retuvo su título contra Travis Banks. En el episodio del 3 de julio de NXT UK, Imperium interfirió en la lucha por el título de Moustache Mountain contra Grizzled Young Veterans, lo que hizo que Grizzled Young Veterans conservara sus títulos. Después del partido, lesionaron a Tyler Bate. El 31 de agosto en NXT UK TakeOver: Cardiff, Walter retuvo su título contra Tyler Bate. El combate fue muy aclamado, obteniendo una calificación de 5.25 estrellas de Dave Meltzer, convirtiéndolo en el tercer combate en la historia de la WWE en romper el sistema de calificación de 5 estrellas de Meltzer.
En la preparación para el pago por visión de marca compartida de NXT UK y NXT, Worlds Collide, Imperium comenzó un feudo con The Undisputed Era (el Campeón de NXT Adam Cole, Roderick Strong y los Campeones en Parejas de NXT Bobby Fish y Kyle O'Reilly), que se intensificó aún más durante los momentos finales de NXT UK TakeOver: Blackpool II el 12 de enero de 2020, cuando el grupo atacó a Imperium luego de la exitosa defensa del título de Walter contra Joe Coffey. En Worlds Collide, Imperium derrotó a The Undisputed Era. Durante el reinado de Walter la semana siguiente, el Campeonato del Reino Unido de la WWE pasó a llamarse Campeonato del Reino Unido de NXT y se le presentó un diseño de cinturón ligeramente actualizado, reemplazando el logotipo de la WWE en el centro con el logotipo de NXT Reino Unido.
En el episodio del 13 de mayo de 2020 de NXT, Barthel y Aichner derrotaron a Matt Riddle y al exmiembro de Ringkampf Timothy Thatcher (un sustituto de Pete Dunne, con quien Riddle era Campeón en Parejas de NXT) para ganar el Campeonato en Parejas de NXT después de que Thatcher abandonó a Riddle. El dúo eventualmente perdió los títulos contra Breezango (Fandango & Tyler Breeze) en el episodio del 26 de agosto de NXT.
En el NXT emitido el 27 de julio, derrotaron a HIT ROW (Top Dollar & Ashante "Thee" Adonis), debido a la distracción de Legado Del Fantasma (Santos Escobar, Joaquin Wilde & Raul Mendoza). En el NXT, emitido el 18 de agosto, Aichner & Barthel se enfrentaron a MSK (Nash Carter & Wes Lee) por los Campeonatos en Parejas de NXT, sin embargo perdieron, debido a que se distrajeron cuando Ilja Dragunov atacó a su líder WALTER en ringside, después del combate intentaron atacar a Dragunov, pero resistió hasta que WALTER lo atacó.

#### Roster principal (2022-presente)

Imperium en el evento Clash at the Castle, septiembre de 2022.

El 3 de septiembre de 2022 durante el evento Clash at the Castle realizado en Cardiff, Gales, Gunther reintrodujo a Imperium trayendo de vuelta a Fabian Aichner, ahora conocido como Giovanni Vinci.

## Miembros

### Miembros actuales
| Nombre                        | Tiempo                                                                     | Notas |
| ----------------------------- | -------------------------------------------------------------------------- | --- |
| Walter/Gunther                | 27 de agosto de 2016 – presente                                            | Miembro fundador y lìder. |
| Marcel Barthel/Ludwig Kaiser  | 23 de septiembre de 2016 – presente                                        | Miembro. |
| Fabian Aichner/Giovanni Vinci | 23 de mayo de 2019 – 5 de abril de 2022 3 de septiembre de 2022 – presente | Miembro. Cuando Gunther y Kaiser fueron ascendidos al roster de SmackDown, Vinci fue separado del stable y permaneciò en NXT 2.0 hasta su apariciòn en Clash at the Castle. |

### Miembros antiguos
| Nombre                  | Tiempo                                         | Notas |
| ----------------------- | ---------------------------------------------- | --- |
| Timothy Thatcher        | 27 de agosto de 2016 - 22 de diciembre de 2018 | Miembros fundadores. Cuando Walter se fue a WWE, el stable se separó. |
| Salvador Hernandez Leon | 27 de agosto de 2016 - 22 de diciembre de 2018 | Miembros fundadores. Cuando Walter se fue a WWE, el stable se separó. |
| Alexander Wolfe         | 12 de junio de 2019 – 18 de mayo de 2021       | Miembro. Fue expulsado del stable despuès de haber sido derrotado por su excompañero de Sanity Killian Dain. Al dìa siguiente, Wolfe fue despedido de WWE junto a otros luchadores. |

## Campeonatos y logros
- European Wrestling Promotion
  - EWP Tag Team Championship (1 vez) – con Axel Dieter Jr. y Da Mack

- Great Bear Promotions
  - Great Bear Grand Championship (1 vez) – con Axel Dieter Jr.

- German Stampede Wrestling
  - GSW Tag Team Championship (1 vez) – con Axel Dieter Jr. y Da Mack

- Over The Top Wrestling
  - OTT Championship (1 vez) – WALTER

- Pro Wrestling Guerrilla
  - PWG World Championship (1 vez) – WALTER

- Progress Wrestling
  - Progress World Championship (1 vez) – WALTER
  - Progress Atlas Championship (2 veces, último) – WALTER[27][28]

- Westside Xtreme Wrestling
  - wXw Unified World Wrestling Championship (4 veces) – WALTER (3) y Axel Dieter Jr. (1)
  - wXw World Tag Team Championship (5 veces) - WALTER (5), Timothy Thatcher (1), Axel Dieter Jr. y Da Mack (4)[1]
  - Mitteldeutschland Cup (2014) – con Axel Dieter Jr.
  - Four Nations Cup (2015) – con Axel Dieter Jr.
  - World Tag Team League (2017) con Timothy Thatcher.[29]

- WWE
  - WWE Intercontinental Championship (1 vez, actual) - Gunther[Nota 1]
  - NXT United Kingdom Championship (1 vez) - Walter[Nota 2]
  - NXT Tag Team Championship (2 veces) - Barthel & Aichner

- Pro Wrestling Illustrated
  - Situado en el Nº315 en los PWI 500 de 2016[30]
  - Situado en el Nº77 en los PWI 500 de 2018
  - Situado en el Nº89 en los PWI 500 de 2019